# Máximo San Román
Máximo San Román Cáceres (Cusipata; Cusco, 14 de abril de 1946) es un ingeniero mecánico, empresario y político peruano. Fue primer vicepresidente de la República del Perú durante el primer gobierno de Alberto Fujimori, desde el 28 de julio de 1990 hasta el 5 de abril de 1992, fecha en la que renunció al cargo tras el autogolpe de estado y juramentó como presidente del Perú apoyado por los miembros de la oposición, la cual no tuvo éxito. San Román también ejerció los cargos de senador en el disuelto periodo 1990-1992 y la presidencia del Senado del Perú para el lapso 1990-1992, ambos como miembro del fujimorismo. Posteriormente pasó a las filas de la oposición y fue elegido como congresista para el periodo 1995-2000 por el Movimiento OBRAS de Ricardo Belmont y luego postuló sin éxito a la presidencia del Perú con el partido político Unión por el Perú en las elecciones presidenciales del año 2000.

## Biografía
Máxima San Román nació el 14 de abril de 1946 en el distrito de Cusipata, ubicado en la provincia de Quispicanchi en el Cusco. San Román fue hijo de Julio San Román y de María Natividad Cáceres. Aprendió a hablar quechua de manera fluida.
Realizó sus estudios primarios en la Escuela Fiscal n.º 729 de Calca y la secundaria la cursó en el Colegio San José de La Salle del Cusco. Luego San Román ingresó a la Escuela Nacional de Ingeniería Técnica (antigua ENIT) de la Universidad Nacional de Ingeniería, en la cual estudió la carrera de Ingeniería mecánica y se graduó como ingeniero en el año 1970.
Al graduarse se desempeñó como docente del Centro de Tecnología Industrial del Ministerio de Industria, Turismo, Integración y Negociaciones Comerciales Internacionales del Perú. De 1971 a 1979, fue gerente de producción de Industrias Royal S.A. y en 1979 fundó Industrias S.A., empresa de metal mecánica. 
Desde 1980 hasta 2016, fue presidente del directorio de Nova Perú, compañía de maquinarias para la industria alimentarias. San Román fue también presidente de la Asociación de Pequeños y Medianos Industriales del Perú (APEMIPE), presidente de la Federación Nacional de la Pequeña y Mediana Industria del Perú (FENAPI), presidente del Fondo de Garantías para la Pequeña Industria (FOGAPI) y presidente del directorio del Fondo de Promoción para la Pequeña Empresa Industrial.

## Carrera política

### Primer vicepresidente del Perú
En el año 1989, Máximo San Román conoció a Alberto Fujimori, entonces rector de la Universidad Nacional Agraria La Molina, y éste lo convocó para formar parte de Cambio 90, partido político con el cual Fujimori buscaba ganar la presidencia del Perú en las elecciones generales del año 1990. San Román aceptó formar parte del partido y también decidió formar parte de la plancha presidencial de Fujimori, como candidato a la primera vicepresidencia. Asimismo, San Román postuló también al Senado.
En junio de ese mismo año, Fujimori pasó a segunda vuelta junto con Mario Vargas Llosa, escritor y candidato presidencial por el Frente Democrático, y terminó venciendo a Vargas Llosa con el 62.4% de votos. San Román salió electo vicepresidente, junto con Carlos García y García, y también como senador cuzqueño, juramentando a ambos cargos para el periodo 1990-1995.

### Presidente del Senado
El 26 de julio de 1990, San Román fue elegido por Cambio 90 como su candidato a la presidencia del Senado, compitiendo contra Edmundo Murrugarra de Izquierda Socialista. La candidatura de San Román fue apoyada por todas las bancadas políticas, la cual lo convirtió en electo presidente del Senado para el periodo legislativo 1990-1991. Posteriormente le tocó ponerle la banda presidencial a Alberto Fujimori como nuevo presidente del Perú.

## Presidente de la república
El 5 de abril de 1992, Alberto Fujimori anunció un golpe de Estado disolviendo el Congreso de la República, el Poder Judicial del Perú y otras instituciones tutelares de la patria. Ante esto, los miembros de la oposición y algunos miembros de Cambio 90 se manifestaron en contra de la medida, la que fue calificara como dictatorial. Máximo San Román se encontraba en República Dominicana y fue el primero en advertir las gravísimas consecuencias que el autogolpe traería para el país, asimismo advertió la presencia de Vladimiro Montesinos, asesor presidencial de Fujimori que luego sería condenado por actos de corrupción.
Realizó gestiones a todo nivel, en los Estados Unidos (Departamento de Estado), en la reunión de los cancilleres de la Organización de Estados Americanos en Washington D. C. y en reuniones con todos los embajadores de los países acreditados en el Perú, para solicitar que todos los países del mundo exijan al gobierno a regresar a los cauces democráticos.
Luego del autogolpe de Fujimori, San Román regresó al Perú y juró como presidente del Perú, con la banda presidencial del expresidente Fernando Belaúnde Terry, en el Colegio de Abogados de Lima ante la presencia de Felipe Osterling (presidente del Senado), Roberto Ramírez del Villar (presidente de la Cámara de Diputados) y todos los senadores y diputados disueltos.
Tras la juramentación de San Román, esta medida no fue reconocida ni por el Ejército del Perú ni por la comunidad internacional. Sin embargo, San Román siguió ostentando dicho cargo hasta el 6 de enero del año 1993.
Desde su enfrentamiento contra Alberto Fujimori, San Román se volvió en uno de los políticos opositores al régimen fujimorista.

## Regreso a la política

### Opositor a Fujimori
Para las elecciones generales de 1995, Máximo San Román regresó al ámbito político como invitado de Ricardo Belmont para formar parte de su plancha presidencial y postular al Congreso, ambos por el Movimiento Cívico Independiente OBRAS. Sin embargo, San Román logró solamente salir electo como congresista y la candidatura de Belmont terminó en el quinto lugar tras la reelección de Alberto Fujimori.
Como congresista formó parte de la oposición al gobierno de Fujimori y apoyó diversas investigaciones de la oposición contra Vladimiro Montesinos. En 1998 apoyó a los magistrados del Tribunal Constitucional del Perú que fueron destituidos por no apoyar la segunda reelección presidencial de Fujimori.

### Candidato presidencial
En 1999, el partido Unión por el Perú anunció a San Román como su candidato a la presidencia del Perú para las elecciones generales del año 2000, compitiendo contra la segunda reelección de Alberto Fujimori. Durante la campaña electoral, UPP tuvo una crisis internas por un supuesto veto de San Román a la candidatura de Javier Diez Canseco. El 9 de abril, Fujimori ganó nuevamente la presidencia del Perú, mientras que San Román logró el noveno puesto con el 0.33 % de votos a su favor. Sin embargo, los resultados electorales eran cuestionados por los manejos de Vladimiro Montesinos mediante entidades del Estado peruano, hechos que luego fueron comprobados en los “Vladivideos”. San Román junto con Alejandro Toledo, Alberto Andrade, Abel Salinas, Víctor Andrés García Belaúnde, Luis Castañeda Lossio y Federico Salas-Guevara, todos candidatos opositores a Fujimori, manifestaron su rechazo a los resultados de las elecciones y realizaron protestas contra la segunda reelección de Fujimori, encabezado por Alejandro Toledo. San Román apoyó a Toledo y también a la realización de la Marcha de los Cuatro Suyos, también participó en las reuniones entre la Organización de Estados Americanos y los miembros de la oposición del régimen fujimorista.

### Actividades posteriores
Con la caída del gobierno de Alberto Fujimori en noviembre del 2000, San Román apoyó el retorno de la democracia con el gobierno de transición encabezado por Valentín Paniagua, quien garantizó transparencias en las elecciones generales del 2001. En ese mismo año, San Román fue invitado por Luis Castañeda Lossio para formar parte de su fórmula presidencial por Solidaridad Nacional. Sin embargo, Castañeda decidió renunciar a su candidatura para apoyar a Lourdes Flores e integrar la Alianza Electoral Unidad Nacional quienes luego perdieron ante Alejandro Toledo.
En 2005, oficializó su candidatura a la primera vicepresidencia de la república por Restauración Nacional, bajo la candidatura de Humberto Lay, quien ocupó el sexto lugar en las elecciones generales de 2006. 
En las elecciones regionales del Cusco de ese mismo año, fue candidato a la presidencia regional del Cusco quedando en segundo lugar.
Luego de la extradición de Alberto Fujimori en el 2007, San Román volvió a hacer noticia al reafirmar que el extraditado Fujimori conocía de la existencia del grupo Colina debido a que él le entregó personalmente en sus manos un informe de inteligencia completo, que daba cuenta de la actuación del grupo Colina en la masacre de Barrios Altos en 1991.
En 2010 se presentó sin éxito como candidato a la presidencia de la región Cusco por el Movimiento Regional Pan.
Para las elecciones generales de 2011, San Román postuló nuevamente a la primera vicepresidencia de la república por Alianza por el Gran Cambio, liderada por Pedro Pablo Kuczynski, quien era el candidato presidencial. Es la segunda vez que postula a este cargo, en cada ocasión por partidos políticos distintos.
En 2016, fue nombrado asesor presidencial del expresidente Pedro Pablo Kuczynski. Fue cesado en diciembre de 2017.
En las elecciones generales del 2021, San Román anunció que iba a ser el candidato presidencial por el partido Contigo. Sin embargo, el 10 de noviembre de 2020, San Román anunció que renunció a la candidatura presidencial tras discrepancias con los miembros del Comité Ejecutivo de Contigo por la vacancia presidencial de Martín Vizcarra.
Por otro lado, está pendiente en el Congreso la solicitud para que se reconozca a Máximo San Román como presidente de la república. El pedido es formulado por los exlegisladores del Congreso de 1990-1992, quienes han presentado la resolución legislativa por la cual el Parlamento bicameral vacó del cargo al expresidente Alberto Fujimori y las actas de la sesión de juramentación de San Román como presidente de la república. El pedido se basa en «razones principistas y jurídicas», ya que San Román juró a dicho cargo al amparo de la Constitución de 1979, respetando las normas y procedimientos constitucionales vigentes en ese entonces.